# ویلیج آو اوریول (فلوریدا)
ویلیج آو اوریول (به انگلیسی: Villages of Oriole) یک منطقهٔ مسکونی در ایالات متحده آمریکا است که در شهرستان پام بیچ، فلوریدا واقع شده‌است. ویلیج آو اوریول ۲٫۷ کیلومتر مربع مساحت و ۴٬۷۵۸ نفر جمعیت دارد و ۶ متر بالاتر از سطح دریا قرار دارد.